# Hans Gustav Röhr
Hans Gustav Röhr, född den 10 februari 1895 i Uerdingen, död den 10 augusti 1937 i Koblenz, var en tysk ingenjör och entreprenör.
Röhr byggde sitt första flygplan redan som sjuttonåring 1912. Vid första världskrigets utbrott anmälde han sig till tyska kejsarrikets flygtrupper och utbildades till stridspilot. Efter att ha blivit nedskjuten över Flandern med påföljande konvalescens arbetade han med utveckling av flygmotorer.
Efter kriget förbjöds Tyskland att bygga stridsflygplan och Röhr arbetade istället som bilkonstruktör. 1926 startade han sin egen biltillverkare Röhr Auto AG. Företaget gick i konkurs 1931 i efterdyningarna av börskraschen 1929 men rekonstruerades samma år med nya ägare.
Röhr lämnade sitt företag och anställdes av Adlerwerke som chefskonstruktör. Hos Adler var han ansvarig för bland annat de framhjulsdrivna Trumpfmodellerna. 1935 gick han vidare till Daimler-Benz AG som teknisk direktör.